# Owariasahi
Owariasahi (jap. 尾張旭市 Owariasahi-shi) – miasto w Japonii, w prefekturze Aichi, na wyspie Honsiu.

## Historia
- 16 lipca 1906: Cztery wioski z powiatu Higashikasugai zostały połączone w jedną wioskę Asahi (jap. 旭村 Asahi-mura)[1].
- 5 sierpnia 1948: Wioska zdobyła status miasteczka Asahi (jap. 旭町 Asahi-chō)[1].
- 1 grudnia 1970: Asahi zdobyło prawa miejskie, nazwa miasta została zmieniona na Owariasahi[1], w celu odróżnienia od miasta Asahi z prefektury Chiba.

## Populacja
Zmiany w populacji Owariasahi w latach 1970–2015:
| Rok  | Populacja |
| ---- | --------- |
| 1970 | 33 634    |
| 1975 | 44 061    |
| 1980 | 53 151    |
| 1985 | 57 415    |
| 1990 | 65 675    |
| 1995 | 70 073    |
| 2000 | 75 066    |
| 2005 | 78 394    |
| 2010 | 81 140    |
| 2015 | 80 787    |